# 寺田尚樹
寺田 尚樹（てらだ なおき、1967年 - ）は、日本の建築家（一級建築士）・デザイナー。

## 概要
大阪府出身。テラダデザイン一級建築士事務所の創立者であり、現在主幹。株式会社インターオフィス代表取締役社長、株式会社ノルジャパン取締役上級副社長。グッドデザイン賞 審査委員、武蔵野美術大学造形学部、他の非常勤講師も務める。また、プラモデル研究家、料理研究家としても活動を行う。

## 理念・作風
建築、インテリア、プロダクト、グラフィック、サインなどのデザイン、ディレクションなど幅広い領域で活動している。「人の気持ちを幸せにするより良い空間とより良いプロダクト」を追求し、遊び心や創造性を育む、余白のある豊かな生活のための空間づくりに意欲的に取り組んでいる。

## 略歴
- 1979年 国立音楽大学附属小学校を卒業
- 1985年 明治大学付属中野高等学校を卒業[6]
- 1989年 明治大学工学部建築学科を卒業
- 1994年 英国建築家協会建築学校（AAスクール）ディプロマコースを修了
- 2003年 テラダデザイン一級建築士事務所設立
- 2011年 プロダクトブランド「テラダモケイ」、「15.0％[7]」設立
- 2013年 寺田模型店を開店
- 2014-2017年 インターオフィス取締役
- 2015年　オフィスファニチャーブランド「i+（アイプラス）[8]」設立
- 2017年-現在　インターオフィス代表取締役社長、ノルジャパン上級副社長

## 受賞歴
- 日本建築学会建築選集（洗足学園音楽大学　ブラックホール[9]）
- グッドデザイン賞　BEST 100（i+）[10]
- グッドデザイン賞（ストロー [15.0% アイスクリームストロー No.20 クリームソーダ][11]、壁掛け時計 [CARVED][12]、NTハンドル[13]、かぬます[14]、WooD INFILL[15]、ウォールクロック カーヴド[16]、ユナイテッド・シネマ前橋、ホッカ・イドー[17]、オフィスファニチャーシステム ディモーロ（押野見邦英／寺田尚樹連名）[18]他）
- 第21回文化庁メディア芸術祭／審査委員会推薦作品（1/100 TRAIN STATION[19]）
- SDA 賞 （塩尻市市民交流センター、小諸市役所＋こもろプラザ）
- A’ DESIGN AWARD／SILVER AWARD（ウォールクロック カーヴド、ウォールクロック カーヴドⅡ[20][21])
- 日本図書館協会 建築賞（小諸市立図書館[22][23]）
- TOPAWARDS ASIA（15.0% アイスクリームスプーン[24]）

## 著書
- 『紙でつくる1/100の世界 = The BOOK of TERADA MOKEI : テラダモケイの楽しみ方』グラフィック社、2011年11月。ISBN 978-4-7661-2290-9。
- 『紙でつくる1/100の物語 : テラダモケイ完全読本』グラフィック社、2015年8月。ISBN 978-4-7661-2774-4。